# Rue de Berne
Pour les articles homonymes, voir Berne (homonymie).
La rue de Berne est une voie du 8e arrondissement de Paris. 

## Origine du nom
La rue porte le nom de la ville de Berne en Suisse.

## Situation
Elle commence au 3, rue de Saint-Pétersbourg et se termine au 35, rue de Moscou.

## Historique

Édouard Manet, La Rue Mosnier aux drapeaux, 1878, Getty Center (Los Angeles).

La voie a été baptisée « rue Mosnier » à l'origine, en référence au nom du propriétaire qui l'avait ouverte. Elle a été immortalisée sous ce nom par plusieurs tableaux d'Édouard Manet, qui avait un atelier au 4, rue de Saint-Pétersbourg :
- La Rue Mosnier aux drapeaux, 1878 ;
- La Rue Mosnier aux paveurs, 1878.

Située dans le quartier de l'Europe, la rue est renommée « rue de Berne » en 1884.

## Bâtiments remarquables et lieux de mémoire
- Nos 1 à 5 : centre de tri postal construit en 1939 par Léon Azéma à l'emplacement de la petite halle des messageries de la gare Saint-Lazare[1].

- No 2 : résida l'architecte Joseph Martin jusque dans les années 1930.

- No 14 : l'immeuble a hébergé Charles Joseph Fossez, plus connu sous le nom du fakir Birman, un voyant et astrologue condamné pour escroquerie mais connu du tout-Paris des années 1930 et même d'une grande partie des parisien(ne)s[2],[3].

## Sources
- Félix de Rochegude, Promenades dans toutes les rues de Paris. VIIIe arrondissement, Paris, Hachette, 1910.